# Тенея
Тенея (греч. Τενέα) — древнегреческий город-государство на северо-востоке Пелопоннеса, в 20 км на север от Микен.
Город Тенея часто упоминается в греческих мифах и исторических текстах (например,  легенда об Эдипе, мифического царя Фив, истории Архия Коринфского, который набрал в Тенее колонистов и с их помощью основал город Сиракузы), последнее упоминание Тенеи  относится к тексту географа второго века нашей эры Павсания, который утверждал, что Тенея была построена троянскими военнопленными примерно в 1100 году до нашей эры. Долгое время считался мифическим городом, вплоть до его случайного открытия в XXI веке. 

## История
По рассказам Павсания, поселение основал микенский царь Агамемнон, расселив в нём пленных троянцев, которые построили в городе храм Аполлона Тенейского. В VIII веке до н. э. Тенея вошла в состав коринфского государства. По некоторым данным именно тенейцы составляли большинство переселенцев, которые в 733 году до н. э. основали колонию Сиракузы в Сицилии.
В начале VII века до н. э. город присоединил к своим владениям аргосский царь Фидон. Во времена правления его потомков Тенея стала независимой.
Под конец VI века до н. э. Тенея вошла в состав Пелопонесского союза. В средине V века до н. э. — была союзником Аргоса и приняла участие в разделении «микенского наследства» — присоединив к себе часть сельской округи разрушенных аргивянами Микен.
Во время Ахейской войны (146 год до н. э.) тенейцы восстали, вышли из Ахейского союза и перешли на сторону римлян.
Город пострадал от нашествия готов в IV веке н. э. и пришёл в упадок, предположительно, в VI веке н. э. во время нашествия славянских племён. 
В ноябре 2018 года Министерство культуры Греции сообщило об обнаружении археологами руин Тенеи возле деревни Хилиомоди, между Микенами и Коринфом.